# آنیل گانگولی
آنیل گانگولی (بنگالی: অনিল গঙ্গোপাধ্যায়، هندی: अनिल गाङ्गुली، انگلیسی: Anil Ganguly; ۲۶ ژانویهٔ ۱۹۳۳ – ۱۵ ژانویهٔ ۲۰۱۶) کارگردان فیلم اهل هند بود.
وی همچنین برندهٔ جوایزی همچون جایزه ملی فیلم شده است.

## فیلم‌شناسی
- Mera Yaar Mera Dushman (1987)
- کاغذ سفید (۱۹۷۴)
- توبه (۱۹۷۶)
- Sankoch (۱۹۷۶)
- تریشنا (۱۹۷۸)
- Khandaan (1979)
- Neeyat (1980)
- دامان (۱۹۸۰)
- Karwat (1982)
- آنیل گانگولی (1983)
- صاحب (عنوان) (1985)
- Pyar Ke Kabil (1987)
- خیابان چاپ (۱۹۸۷)
- Dushman Devta (1991)
- بازی دل (۱۹۹۳)
- اخگر (۱۹۹۶)